# Биллинг, Анна
Анна Биллинг (швед. Anna Billing, полное имя Anna Svenborg Billing; 1849—1927) — шведская художница, специализировалась на пейзажах и натюрмортах.

## Биография
Родилась 28 мая 1849 года в Стокгольме в семье художника Торе Биллинга и его жены — оперной певицы Эльмы Стрём.
Первые уроки живописи Анна получила у своего отца. Затем училась у художников Йохана Боклунда, Августа Мальмстрёма и Керстин Кардон. Также Анна Биллинг совершила поездку в Париж, где была ученицей живописца Пьера-Жоржа Жаннио и выставлялась на парижском Салоне в 1884 году. В 1897 году она выставлялась в Стокгольме с картиной Björkar. 
Анна Биллинг была членом женской ассоциации Nya Idun, став во главе её Совета 1895 году после отставки Сельмы Гёбель.
Работы Анны Биллинг представлены в Национальном музее Швеции, Городском музей Стокгольма и в Гётеборгском художественном музее.
Умерла 4 декабря 1927 года в Стокгольме.